# Randia matudae
Randia matudae là một loài thực vật có hoa trong họ Thiến thảo. Loài này được Lorence & Dwyer miêu tả khoa học đầu tiên năm 1987.